# Hippodamia convergens
Hippodamia convergens là một loài bọ rùa phổ biến nhất ở Bắc Mỹ. Rệp vừng là thức ăn chính của loài bọ rùa này và chúng được sử dụng cho việc kiểm soát sinh học đối với các loài gây hại.